# 今夜、世界からこの恋が消えても
『今夜、世界からこの恋が消えても』（こんや、せかいからこのこいがきえても）は、一条岬による小説。通称は「セカコイ」。
2019年に第26回電撃小説大賞（メディアワークス文庫賞）を受賞している。受賞時のタイトルは『心は君を描くから』。
眠るとその日一日の記憶を失ってしまう「前向性健忘」を患った女子高生と、彼女に幸せな日々を送ってほしいと献身的に支えながらも、自らも大きな秘密を隠し持っている同級生の男子の儚く切ない恋愛を描く。
2022年7月29日に映画版が公開。2022年の国内の年間文庫本ランキングで7位となる。2024年4月、シリーズ累計部数が110万部を突破した。
本作は韓国でも人気があり、韓国語版が2022年2月時点で20万部超えの大ヒットとなっている。2022年12月にはシリーズの全世界累計部数が75万部を突破した。
韓国における2023年上半期ベストセラー小説部門では本作が5位に、続編の『今夜、世界からこの涙が消えても』が13位を記録した。

## あらすじ
高校生・神谷透の前の席の下川がいじめのターゲットにされ始めた。透が止めさせようとすると、いじめの主犯格の男が「今日中に一組の日野真織に告白してくれば止めてやる」と言い出した。透は真織に嘘の告白をしてしまうが、真織が「放課後までお互い話しかけない」「連絡のやり取りは簡潔にする」「本気で好きにならない」という3つのルールを守ることを条件にOKの返事が返ってくる。
ふたりは付き合い始め、お互いに一緒に過ごす時間をとても幸せに思い、惹かれ合っていく。透は恋を嘘に出来なくなり、真織に「好きになってもいいかな」と尋ねる。しかし、真織は迷いながらも「前向性健忘っていってね。夜眠ると忘れちゃうの。一日にあったこと、全部」と自分の病気のことを打ち明ける。
新しい記憶が蓄積できず、寝ると毎日記憶がリセットされる真織は手帳や日記にその日一日の出来事を書き留め、翌朝に復習することで記憶をつなぎとめていた。透は、そんな彼女の日記を楽しいことで埋めたい、前向きに生きられるようにと献身的に向き合っていく。

## 登場人物
神谷透（かみや とおる）
主人公。高校生。公営団地で父親と二人暮らし。母は透が小学1年の時に病気で他界している。
その後は中学1年だった姉・早苗が母代わりになって家事などをやってくれていた。
嘘の告白から始まった恋だったが、真織をとても大切に思っている。
日野真織（ひの まおり）
透の恋人。高校生。特進クラスの一組。透のことを「私の彼氏くん」と呼ぶ。
事故で「前向性健忘」を患っており、眠りにつくとその日の記憶がリセットされる。
綿矢泉（わたや いずみ）
高校生。真織の親友。美人だが気難しそうと周囲に思われている。
透のことは信頼しており、真織と透と3人でよく一緒に行動している。
下川（しもかわ）
透の前の席の男子生徒。とても優しい性格。透と友人になる。
いじめのターゲットになっていたが、透の告白の後はいじめは止んでいた。
親の都合で中国の学校への転校が決まっている。
神谷早苗（かみや さなえ）
透の姉。作家。ペンネームは西川景子。クールな美人で透とは似ていない。
文芸界新人賞を受賞。『残滓』という作品で今年の「芥河賞」を受賞している。
透たちの父
小説家を目指していたが、途中で諦めている。近くの自動車工場で勤務。
執筆をしているという名目で、家事は一切せず早苗や透に任せきりだった。

## 書誌情報
- 今夜、世界からこの恋が消えても（2020年2月22日発売、メディアワークス文庫、ISBN 978-4-04-913019-5）
- 韓国語版『今夜、世界からこの恋が消えても』오늘 밤, 세계에서 이 사랑이 사라진다 해도（2021年1月1日発売、모모 (モモ) 、ISBN 979-1-191-04329-7）
- 繁体中国語版『今夜、世界からこの恋が消えても』即使，這份戀情今晚就會從世界上消失（2022年1月10日発売、平装本出版、ISBN 978-626-953-383-1）[10]

## 映画
2022年7月29日に公開された。監督は三木孝浩、主演は道枝駿佑（なにわ男子）と福本莉子。道枝は本作が映画初主演となる。
キャッチコピーは「消さなきゃいけなかったのは 君と過ごした一年だった。」。
撮影は藤沢市など神奈川県内を中心に各地で行われた（「主なロケ地」参照）。
公開初日には、主演の道枝駿佑と福本莉子の地元である大阪のTOHOシネマズ梅田にて初日舞台挨拶が実施され、福本と道枝が登壇、全国153館の映画館へ同時生中継が行われた。TOHOシネマズ六本木ヒルズでも初日舞台挨拶が行われ、主演の2人と共演する古川琴音、松本穂香、水野真紀、萩原聖人、三木孝浩監督が登壇した。
Filmarks（フィルマークス）が実施した「7月第5週公開映画の初日満足度ランキング」で1位を獲得している。 
2022年8月12日に実施された大ヒット御礼舞台挨拶では、原作者の一条岬から主演を務めた道枝と福本に感謝のメッセージが贈られ、2人を感激させた。
2022年9月16日に三枝の友人の一人を演じた梶田冬磨が急逝、本作が遺作となった。
2022年10月5日から14日まで開催された釜山国際映画祭では「オープンシネマ部門」に正式招待された。
2023年1月、韓国での累計観客動員数が100万人を超え、アニメ映画を除く2000年代以降に公開された日本映画の中で最高記録となった。2024年12月に再上映され実写の日本映画として歴代1位になる。

### キャスト

#### 主要人物
神谷透（かみや とおる）
演 - 道枝駿佑（なにわ男子）（幼少期：後藤成貴、中学生時代：徳山凜響)
主人公。高校3年生。クラスでのいじめを止めるため、真織に嘘の告白をする。
真織とは思いがけず交際することになったが、真織のことはとても大切に思っている。
日野真織（ひの まおり）
演 - 福本莉子
透の同級生で恋人。交通事故で、眠るとその日の記憶を失ってしまう「前向性健忘」を患っている。
嘘の告白と分かりながらも透にOKの返事をするが、後から恋人のふりをすることを提案し、3つのルールを示す。
綿矢泉（わたや いずみ）
演 - 古川琴音
真織の同級生で親友。真織の病気を理解し支える。母親は有名なデザイナーで父親とは離婚調停中。
透のことは最初は警戒していたが、透も作家・西川文乃が好きなことを知り、打ち解けていく。
2人の交際も応援するようになり、透とはお互いに親友と思うようになるが、そのために物語の重要な鍵となる。

#### 透の家族
神谷早苗（かみや さなえ）
演 - 松本穂香
透の姉。小説家でペンネームは西川文乃。『残滓』という作品で芥川賞を受賞する。
父親とは確執があり家を出ているが、家に残してしまった透を心配している。
透と真織の恋を優しく見守りつつも、透の健康や2人の未来を案じている。
神谷幸彦（かみや ゆきひこ）
演 - 萩原聖人 
透たちの父親。小説家を目指していたが挫折。自堕落に日々を過ごしている。
神谷文乃（かみや ふみの）
演 - 野波麻帆
透たちの母。故人。心臓病で急逝している。一家の中心であり、太陽のような存在だった。

#### 真織の家族
日野浩司（ひの こうじ）
演 - 野間口徹
真織の父親。優しく細やかな気遣いで真織に接している。
日野敬子（ひの けいこ）
演 - 水野真紀
真織の母親。真織のことを常に心配し、夫と共に真織に寄り添う。

#### 透の関係者
下川（しもかわ）
演 - 前田航基
透の友人。クラスメイトの三枝から嫌がらせを受けており、透にかばってもらう。
三枝（さえぐさ）
演 - 西垣匠
透のクラスメイト。下川に対する嫌がらせを止めようとした透に、条件として真織に告白しろとけしかける。

#### 真織の関係者
医師
演 - 蔵原健
真織の担当の医師。真織は記憶障害から立ち直りつつあるようだと告げる。

#### 湊陽高校
透と真織たちが通う高校。
三枝の友人
演 - 梶田冬磨、赤木耀
いつも三枝と一緒にいる。
透と真織のクラスメイト
演 -  鎌田らい樹、新谷ゆづみ、中﨑花音

#### その他
担当編集者
演 - 奥村アキラ
西川文乃の担当編集者。
司会者
演 - 小沼朝生
芥川賞受賞式の司会者。

### スタッフ
- 原作 - 一条岬『今夜、世界からこの恋が消えても』（メディアワークス文庫 / KADOKAWA刊）
- 監督 - 三木孝浩
- 脚本 - 月川翔、松本花奈
- 音楽 - 亀田誠治
- 主題歌 - ヨルシカ「左右盲」（ユニバーサルJ）[35]
- 製作 - 松岡宏泰
- 共同製作 - 藤島ジュリーK.、小山洋平、堀内大示、細野義朗、弓矢政法
- エグゼクティブ・プロデューサー - 臼井央
- 企画・プロデュース - 春名慶、岸田一晃
- プロデューサー - 川田尚広
- ラインプロデューサー - 片平大輔
- 撮影 - 柳田裕男（J.S.C.）
- 美術 - 松永桂子
- 録音 - 豊田真一
- 照明 - 宮尾康史
- 編集 - 穗垣順之助
- 助監督 - 清水勇気
- 制作担当 - 高橋康進
- 装飾 - 西尾共未
- VFXスーパーバイザー - 鎌田康介
- スタイリスト - 望月恵
- ヘアメイクデザイン - 倉田明美
- スクリプター - 古保美友紀
- 音響効果 - 大塚智子
- 音楽プロデューサー - 有馬由衣
- 宣伝プロデューサー - 林原祥一
- メディアプロモーション - 上野美穂
- プロダクション統括 - 會田望
- 配給 - 東宝
- 制作プロダクション - TOHOスタジオ
- 製作 -「今夜、世界からこの恋が消えても」製作委員会（東宝、ジェイ・ストーム、博報堂DYミュージック&ピクチャーズ、KADOKAWA、STARDUST HD.、ジェイアール東日本企画）

### 主なロケ地
神奈川県藤沢市
- 湘南海岸公園（芝生広場・水の広場）… 透と真織の初デートの場所。江の島が見える海辺で透の手作りのお弁当を食べる場面、寝てしまった真織が記憶を失って混乱する場面が芝生広場で、泉が自転車で駆けつける場面が水の広場で撮影された。
- 鵠沼伏見稲荷神社… 真織とのデートで、透がおみくじを引いて大吉が出る。
- 辻堂海浜公園… 透と真織がサイクリングデートをする場所として撮影された。
- 藤沢市民会館…「湘南モノレール・湘南片瀬駅」（架空の駅）として、駅から降りてきた真織を透が出迎え、花火大会に向かう場面などが撮影された。また、真織が透を泉に引き合わせて泉の自宅に向かう場面も撮影された。

神奈川県藤沢市・鎌倉市
- 湘南モノレール… 透と真織がよく利用する電車。西鎌倉駅では2人で電車を待ちながら、真織が透に血液型を聞き、透がAB型と答える場面が撮影され、車中では真織が透に特技を聞き、透が料理と答える場面、透が真織の隣で疲れて寝てしまう場面などが撮影された。湘南江の島駅では透が真織とのデートに向かう場面が撮影された。

神奈川県茅ヶ崎市
- 浜須賀歩道橋… 三叉路になっている歩道橋。水族館デートの後に真織・透・泉が、卒業式の後に真織と泉が通りかかりお別れの挨拶をする場所、透が泉に「自分に何かあったら真織の日記から自分のことを消去してほしい」と頼む場所などとして撮影された。

神奈川県横浜市
- 八景島シーパラダイス… 真織とのデートで透がソフトクリームを落とす場面などが撮影された。クランクインの場所。
- YOKOHAMA AIR CABIN… 透と真織がデートで乗ったエアキャビン。
- 横浜みなとみらい21・帆船日本丸… 透と真織がデートで訪れた場所。2人で両手を広げて楽しく写真を写す場面が撮影された。
- 関東学院大学… 透と真織たちが通う「湊陽高校」として、階段教室で透が真織に嘘の告白をする場面、卒業式後の場面などが撮影された。

神奈川県平塚市
- 東海大学湘南キャンパス…「湊陽高校」として、雨の中の下校時に真織が透に尊敬する人を聞き、透が「西川文乃」と答える場面などが撮影された。

千葉県木更津市
- 拓殖大学紅陵高等学校…「湊陽高校」として、朝の授業前の場面、透の告白の翌日の場面、放課後に真織が透の教室を訪ねてくる場面が撮影された。

千葉県千葉市
- ホテルスプリングス幕張…「西川文乃」のサイン会の後、早苗と透が話をする場面が撮影された。

東京都豊島区
- サンシャイン水族館… 透・真織・泉が訪れ、ショップで透と真織がペンギンのキーホルダーをペアで手に取る場面などが撮影された。

## ミュージカル
「ライブラリー・カンパニー」と「ユニバーサルライブ」の共同制作によるミュージカルが、韓国のCOEX新韓カードartiumで2025年6月13日より上演。
元MBLAQのイ・ジュンが初となるミュージカル作品で主演の神谷透を演じるほか、SF9のインソン、LABOUMのソルビンらが参加。

### キャスト
- 神谷透 - イ・ジュン、ユン・ソホ、キム・インソン
- 日野真織 -  チャン・ミンジェ、ソルビン
- 綿矢泉 - オ・ユミン、ナ・ヒョンヨン
- 三枝 - シン・ウンチョン、チョン・ジウ
- 神谷早苗 - キム・ガンヒ
- 神谷幸彦 - イム・ギホン、キム・テハン

### スタッフ
- 原作 - 一条岬『今夜、世界からこの恋が消えても』（メディアワークス文庫 / KADOKAWA刊）
- 脚本 - ファン・ジョンウン
- 作詞 - ファン・ジョンウン、イ・サンフン
- 作曲・編曲 - イ・サンフン
- 演出 - イ・デウン
- 提供 - ライブラリー・カンパニー
- 制作 - ライブラリー・カンパニー、ユニバーサルライブ